# Sukoshi wa, Ongaeshi ga Dekitakana
Sukoshi wa, Ongaeshi ga Dekitakana è un film televisivo del 2006 diretto da Ken Yoshida e basato sulla storia vera di Kazunori Kitahara.

## Trama
A Kazunori Kitahara, giovane studente al secondo anno di liceo, viene diagnosticato un sarcoma di Ewing. Il ragazzo decide che la migliore cosa da lasciare come ricordo sarebbe quello di superare l'esame di ammissione all'università.